# Heloneida Studart
Heloneida Studart (Fortaleza, ngày 25 tháng 4 năm 1932 - Rio de Janeiro, ngày 3 tháng 12 năm 2007) là một nhà văn, nhà tiểu luận, nhà viết kịch, nhà báo, người ủng hộ quyền phụ nữ và nhân vật chính trị người Brazil.

## Tiểu sử
Cha mẹ của cô là Edite Studart và Vicente Soares. Về phía mẹ cô, cô có họ hàng với Guilherme Studart, barão de Studart. Về phía cha cô, cô xuất thân từ nhà địa lý học, Antonio Bezerra de Menezes. Năm 9 tuổi, khi đang học tại trường Imaculada Conceição de Fortaleza, cô đã viết một câu chuyện thiếu nhi mang tên A Menina Que fugiu do Frio ("Cô gái chạy trốn lạnh") và người ta nói rằng sự nghiệp viết lách của cô bắt đầu sau đó.
Năm mười sáu tuổi, cô sống ở Rio de Janeiro, và làm việc như một chuyên mục cho tờ báo O Nordeste. Mặc dù có bằng Khoa học Xã hội của Đại học Brazil, cô đã làm việc như một nhà báo trong nhiều thập kỷ cũng như mười năm làm biên tập viên của tạp chí Manchete. Cô kết hôn với Franz Orban; họ có sáu người con. Studart đã được bầu làm sáu lần làm Phó bang của bang Rio de Janeiro, bởi Đảng Công nhân. Năm 1966, bà được bầu làm chủ tịch của Sindicato das Entidades Culturais (Senambra). Cùng với những người phụ nữ khác, cô thành lập Trung tâm Phụ nữ Brazil, là tổ chức nữ quyền đầu tiên của Brazil; và Trung tâm quyền phụ nữ.
Năm 2005, cô được đưa vào sáng kiến tập thể "1.000 phụ nữ" để nhận giải thưởng Nobel Hòa bình, dưới sự bảo trợ của tổ chức Phụ nữ vì Hòa bình Thụy Sĩ trên khắp thế giới, nhằm tìm kiếm sự công nhận vai trò của phụ nữ trong các nỗ lực hòa bình.
Cô đã được trao giải thưởng Orlando Dantas.